# Вирџинија рекордс
Вирџинија рекордс (буг. Вирджиния Рекърдс), изворно Virginia Records, бугарска је дискографска кућа, коју су 1991. године створили Мајкл Кунстман и Станислава Армутлиева, као партнер тада највеће музичке компаније „Полиграм” (Poly Gram). Полиграм је године 1998. продат гигантској корпорацији „Сиграм” (Seagram) и од тада је део Јуниверзал мјузик група (Universal Music Group) са којим, након распада Полиграма, Вирџинија рекордс активно сарађује. Једна је од првих компанија у Бугарској која се користи савременим видовима експлоатације музичког садржаја — у мобилним комуникацијама, дигиталној дитрибуцији и дигиталном маркетингу. Компанија је такође остварила успешне сарадње са неким од познатих светских брендова, међу којима се издваја Кока кола са којом је иницирала музички пројекат Coca Cola Happy Energy Tour — националну турнеју коју Вирџинија рекордс успешно спроводи од 2010. године са најпознатијим бугарским извођачима. 

## Певачи
Вирџинија рекордс води успешну сарадњу са бившим учесницима бугарске верзије музичког такмичења Икс фактор:
- Дара
- Жана Бергендорф
- Кристијан Костов
- Михаела Маринова
- Невена Пејкова
- Славин Славчев
- Кристијана Лоизу